# Chuniscala agulhasensis
Chuniscala agulhasensis is een slakkensoort uit de familie van de Epitoniidae. De wetenschappelijke naam van de soort is, als Scala agulhasensis, voor het eerst geldig gepubliceerd in 1925 door Thiele.